# Jaume Viada
Jaume Viada (Barcelona, 16 de gener del 1817 – Mataró, 6 de setembre del 1903) fou un sacerdot escolapi i llatinista català.

## Biografia
Ingressà a l'Escola Pia a Sabadell on vestí la sotana el 23 d'octubre de 1833 i hi professà el 13 de novembre de 1835. Quedà a Sabadell per a iniciar la carrera eclesiàstica. Tingué de professors el pare Salvador Cadevall per a la filosofia (1835-1839) i el pare Tomàs Clapés per a la teologia (1839-1842), estudis que alternava donant classes a l'escola. Les lleis desamortitzadores i d'Exclaustració de 1835 no el desanimaren sinó que s'entregà a l'estudi i a l'ensenyament començant per la classe de llatí; va ser un dels pocs joves que es mantingué fidel a la institució tot i la manca de perspectiva de futur. El 1840 va ser ordenat sacerdot.
Després de la restauració de l'orde el 1845, el pare Narcís Tarter, fins aleshores rector de Sabadell, passà el 1847 a dirigir el col·legi de Sant Antoni de Barcelona i s'hi emportà el pare Jaume. Aquest s'encarregà d'una secció de l'internat i organitzà el batxillerat redactant una sèrie de reglaments per adaptar-se a les disposicions que anava donant el govern de l'Estat, adaptació a la qual l'Escola Pia estava obligada per la llei de restauració. La província escolàpia, després de la restauració, va prendre nous aires, impulsà la seva reorientació: aquests reglaments del col·legi de Sant Antoni i obra del pare Viada responien a la necessitat de reorganitzar l'ensenyament, especialment el del batxillerat que trencava amb totalment amb les formes anteriors: pla d'estudis, horaris, professorat, sistema d'avaluació. El pare Jaume va ser un element bàsic que impulsà la posada al dia de les escoles. Els reglaments que redactà, regulen els internats (o seminaris, com es deia aleshores), el personal no docent, els exàmens, el sistema de qualificacions de les assignatures, els programes de primera i de segona ensenyança, els premis i càstigs, les vacances.
El 1853 va ser destinat a Mataró amb l'encàrrec de director de l'internat, d'organitzar-hi també el batxillerat i d'aplicar-hi els reglaments que per al col·legi de Barcelona s'havien elaborat. Va ser, a més, mestre de novicis dels germans operaris.
El 1957 fundà amb mossèn Narcís Bosch i Basses —nascut a Mataró el 1832, antic alumne de Santa Anna i ordenat sacerdot el 1856— les Conferències de Sant Vicenç de Paül a Mataró, les quals obriren tot seguit escola dominical i nocturna per a obrers. També recolzà la vocació sacerdotal del seu alumne Gaspar Colomer i Sanmiquel (Mataró 1858 – Manila 1900), el qual es distingí com a sacerdot entregat a millorar la condició dels obrers. Dues intervencions de l'escolapi pare Viada que ens mostren la seva preocupació pel món obrer.
El 1863 passà novament a Sabadell com a mestre de novicis dels clergues. Mataró va ser la nova destinació que rebé el 1867 com a professor de llatí. Anà perdent la vista, el 1878 quedà pràcticament cec i es veié obligat a deixar les classes i les responsabilitats que se li havien encomanat.

## Obres
- Apuntes pedagógicos. Quadern manuscrit que conté els reglaments escolars del pare Viada. Arxiu Provincial de l'Escola Pia de Catalunya, APEPC: 07-19 / caixa 1, núm. 2.